# العلاقات السلوفينية السنغافورية
العلاقات السلوفينية السنغافورية هي العلاقات الثنائية التي تجمع بين سلوفينيا وسنغافورة.

## مقارنة بين البلدين
هذه مقارنة عامة ومرجعية للدولتين:
| وجه المقارنة                                              | سلوفينيا                                                      | سنغافورة                                                             |
| --------------------------------------------------------- | ------------------------------------------------------------- | -------------------------------------------------------------------- |
| المساحة (كم2)                                             | 20.27 ألف                                                     | 719                                                                  |
| عدد السكان (نسمة)                                         | 2.07 مليون                                                    | 5.89 مليون                                                           |
| الكثافة السكانية (ن./كم²)                                 | 102.12                                                        | 819.19 ألف                                                           |
| العاصمة                                                   | ليوبليانا                                                     | سنغافورة                                                             |
| اللغة الرسمية                                             | اللغة السلوفينية، اللغة الإيطالية، لغة مجرية                  | لغة إنجليزية، اللغة الملايو، اللغة الصينية القياسية، اللغة التاميلية |
| العملة                                                    | يورو، تولار سلوفيني                                           | دولار سنغافوري                                                       |
| الناتج المحلي الإجمالي (بليون دولار)                      | 48.77 مليار                                                   | 323.91 مليار                                                         |
| الناتج المحلي الإجمالي (تعادل القوة الشرائية) بليون دولار | 66.01 مليار                                                   | 472.59 مليار                                                         |
| الناتج المحلي الإجمالي الاسمي للفرد دولار أمريكي          | 20.73 ألف                                                     | 52.89 ألف                                                            |
| الناتج المحلي الإجمالي للفرد دولار أمريكي                 | 30.40 ألف                                                     | 82.76 ألف                                                            |
| مؤشر التنمية البشرية                                      | 0.880                                                         | 0.925                                                                |
| رمز المكالمات الدولي                                      | +386                                                          | +65                                                                  |
| رمز الإنترنت                                              | .si                                                           | .sg                                                                  |
| المنطقة الزمنية                                           | توقيت وسط أوروبا، ت ع م+01:00، ت ع م+02:00، أوروبا/ليوبليانا ‏ | ت ع م+08:00، توقيت سنغافورة المنسق ‏                                  |

## منظمات دولية مشتركة
يشترك البلدان في عضوية مجموعة من المنظمات الدولية، منها:
| علم المنظمة | اسم المنظمة                               | تاريخ انضمام سلوفينيا | تاريخ انضمام سنغافورة |
| ----------- | ----------------------------------------- | --------------------- | --------------------- |
|             | مؤسسة التنمية الدولية                     | 25 فبراير 1993        | 27 سبتمبر 2002        |
|             | يونسكو                                    | 27 مايو 1992          | 8 أكتوبر 2007         |
|             | وكالة ضمان الاستثمار متعدد الأطراف        | 19 مارس 1993          | 24 فبراير 1998        |
|             | الأمم المتحدة                             | 22 مايو 1992          | 21 سبتمبر 1965        |
|             | الاتحاد البريدي العالمي                   | ?                     | ?                     |
|             | البنك الدولي للإنشاء والتعمير             | 25 فبراير 1993        | 3 أغسطس 1966          |
|             | المنظمة الهيدروغرافية الدولية             | ?                     | ?                     |
|             | الاتحاد الدولي للاتصالات                  | 16 يونيو 1992         | 22 أكتوبر 1965        |
|             | منظمة حظر الأسلحة الكيميائية              | ?                     | ?                     |
|             | مؤسسة التمويل الدولية                     | 25 فبراير 1993        | 4 سبتمبر 1968         |
|             | المركز الدولي لتسوية المنازعات الاستشارية | 6 أبريل 1994          | 13 نوفمبر 1968        |
|             | منظمة التجارة العالمية                    | ?                     | ?                     |
|             | منظمة الشرطة الجنائية الدولية             | ?                     | ?                     |

## وصلات خارجية
- موقع وزارة الخارجية السلوفينية
- موقع وزارة الخارجية السنغافورية